# Ambelokipi
Ambelokipi (gr. Αμπελόκηποι) – miasto w Grecji, w administracji zdecentralizowanej Macedonia-Tracja, w regionie Macedonia Środkowa, w jednostce regionalnej Saloniki. Siedziba gminy Ambelokipi-Menemeni. W 2011 roku liczyło 37 381 mieszkańców.